# Hemibarbus umbrifer
Hemibarbus umbrifer är en fiskart som först beskrevs av Lin, 1931.  Hemibarbus umbrifer ingår i släktet Hemibarbus och familjen karpfiskar. IUCN kategoriserar arten globalt som livskraftig. Inga underarter finns listade i Catalogue of Life.